# Roaschia
Roaschia – miejscowość i gmina we Włoszech, w regionie Piemont, w prowincji Cuneo.
Według danych na rok 2004 gminę zamieszkiwało 165 osób, 7,2 os./km².